# WRESTLE GRAND SLAM
WRESTLE GRAND SLAM（レッスル・グランド・スラム）は、新日本プロレス主催で開催している興行及びPPVの名称。

## 概要
- 2021年3月4日に開催された旗揚げ記念日（日本武道館）で開催が発表された5月のビッグマッチ[1]。
- 当初は5月15日に横浜スタジアム（新日本初開催）、5月29日に東京ドームで開催される予定だったが、政府の緊急事態宣言延長の発令などに伴い開催を延期[2]。
  - その後、6月16日に東京ドーム大会の開催（代替日程は7月25日）[3]、横浜スタジアム大会の中止[4]、9月4日・5日のメットライフドーム大会の開催が発表された。なお、メットライフドームでの興行は2014年のG1 CLIMAX優勝決定戦以来となる[5]。

## 試合結果

### WRESTLE GRAND SLAM in TOKYO DOME
| 第0試合 1分時間差バトルロイヤル 〜『KOPW 2021』争奪ニュージャパンランボーWith手錠〜 （参戦選手数未定） |                                                |                                                               |
| ●矢野通 | 35分36秒 パッケージドライバー→片エビ固め       | チェーズ・オーエンズ○                                         |
| ※シングルマッチからスタートして１分毎に１選手が登場してくる時間差バトルロイヤル。敗れた選手から退場していき、最後まで残った選手を勝者とする。なおトップロープを越えて場外に転落した場合に加えてフェンス内各所にセットしてある手錠に繋がれた選手も退場となる。出場選手と順番はテーマ曲によって発表とする。 ※16時00分開始予定 【退場順】 1真壁刀義、2本間朋晃、3鈴木みのる、4金丸義信&YOH&SHO、7天山広吉、8小島聡、9BUSHI、10タイガーマスク、11マスター・ワト&DOUKI、13石井智宏、14ディック東郷、15後藤洋央紀、16永田裕志、17グレート-O-カーン、18KENTA、19YOSHI-HASHI、20高橋裕二郎 |                                                |                                                               |
| ※矢野通が2度目の防衛に失敗、チェーズ・オーエンズが2代目保持者となる。 |                                                |                                                               |
| 第1試合 60分1本勝負 ■IWGPジュニアタッグ選手権試合 |                                                |                                                               |
| ロッキー・ロメロ ●田口隆祐 (挑戦者組) | 20分56秒 CR Ⅱ→片エビ固め                       | エル・ファンタズモ○ 石森太二 (第66代IWGPジュニアタッグ王者組) |
| ※王者組が初防衛に成功 |                                                |                                                               |
| 第2試合 60分1本勝負 ■IWGPジュニアヘビー級選手権試合 |                                                |                                                               |
| ○ロビー・イーグルス (挑戦者) | 19分56秒 ロン・ミラー・スペシャル              | エル・デスペラード● (第89代IWGPジュニアヘビー級王者)          |
| ※王者が3度目の防衛に失敗、挑戦者が第90代IWGPジュニアヘビー級王者となる。 |                                                |                                                               |
| 第3試合 60分1本勝負 ■スペシャルシングルマッチ |                                                |                                                               |
| ○オカダ・カズチカ | 19分23秒 エビ固め                              | ジェフ・コブ●                                                 |
| 第4試合 60分1本勝負 ■IWGPタッグ選手権試合 |                                                |                                                               |
| SANADA ●内藤哲也 (第90代IWGPタッグ王者組) | 37分58秒 ヨーロピアンクラッチ                  | ザック・セイバーJr.○ タイチ (挑戦者組)                        |
| ※王者組が初防衛に失敗、挑戦者組が第91代王者組となる。 |                                                |                                                               |
| 第5試合 60分1本勝負 ■IWGP世界ヘビー級選手権試合 |                                                |                                                               |
| ●棚橋弘至 (挑戦者) | 37分26秒 ラスト・オブ・ザ・ドラゴン→片エビ固め | 鷹木信悟○ (第3代IWGP世界ヘビー級王者)                         |
| ※王者が初防衛に成功。 ※飯伏幸太が誤嚥性肺炎のため欠場、棚橋が代わりに挑戦者となる。 |                                                |                                                               |

### WRESTLE GRAND SLAM in MetLife Dome

#### 初日
| 第0試合 20分1本勝負 ■STARDOM SPECIAL MATCH |                                                  |                                             |
| ●レディ・C 舞華 | 12分02秒 フェニックススプラッシュ→片エビ固め     | 上谷沙弥○ 渡辺桃                            |
| 第1試合 30分1本勝負 ■スペシャルタッグマッチ |                                                  |                                             |
| タイガーマスク ○ロビー・イーグルス | 14分40秒 ロン・ミラー・スペシャル                | BUSHI● 高橋ヒロム                           |
| 第2試合 60分1本勝負 ■スペシャルシングルマッチ |                                                  |                                             |
| ●YOH | 24分41秒 レフェリーストップ (変形三角絞め)       | SHO○                                        |
| ※SHOが試合後にBULLET CLUB入りを果たす。 |                                                  |                                             |
| 第3試合 時間無制限1本勝負 ■KOPW2021争奪戦 「NO－DQ I QUIT MATCH」 |                                                  |                                             |
| ○矢野通 (挑戦者) | 28分03秒 I said I quit                           | チェーズ・オーエンズ● (第2代KOPW2021保持者) |
| ※保持者が初防衛に失敗、挑戦者が第3代KOPW2021保持者となる ※反則裁定なし。決着はマイクを使用して相手に「ギブアップ」と言わせた場合のみとする。 I said I quitはI Quitと言ったという意味 |                                                  |                                             |
| 第4試合 60分1本勝負 ■スペシャルシングルマッチ |                                                  |                                             |
| ●オカダ・カズチカ | 27分41秒 ツアー・オブ・ジ・アイランド→片エビ固め | ジェフ・コブ○                               |
| 第5試合 60分1本勝負 ■IWGP USヘビー級選手権試合 |                                                  |                                             |
| ○棚橋弘至 (第10代IWGP USヘビー級王者) | 17分47秒 ハイフライフロー→片エビ固め             | 飯伏幸太● (挑戦者)                          |
| ※王者が初防衛に成功。 |                                                  |                                             |

#### 2日目
| 第0試合 ■STARDOM SPECIAL MATCH                                                                                |                                                |                                                               |
| ○朱里 ジュリア                                                                                                | 11分31秒 白虎                                  | 上谷沙弥● 渡辺桃                                              |
| ※14時30分開始予定                                                                                             |                                                |                                                               |
| 第1試合 30分1本勝負 ■スペシャルタッグマッチ                                                                   |                                                |                                                               |
| ●石井智宏 オカダ・カズチカ                                                                                    | 11分45秒 エリミネーター→体固め                 | グレート-O-カーン○ ジェフ・コブ                               |
| 第2試合 60分1本勝負 ■IWGPジュニアタッグ選手権試合                                                             |                                                |                                                               |
| 金丸義信 ○エル・デスペラード (挑戦者組/SJTL2021優勝チーム)                                                    | 20分28秒 ピンチェ・ロコ→体固め                 | エル・ファンタズモ● 石森太二 (第66代IWGPジュニアタッグ王者組) |
| ※王者組が2度目の防衛に失敗、挑戦者組が第67代新王者組となる。                                                  |                                                |                                                               |
| 第3試合 60分1本勝負 ■IWGPタッグ選手権試合3WAYマッチ                                                           |                                                |                                                               |
| ザック・セイバーJr. ○タイチ (第91代IWGPタッグ王者組)                                                          | 26分43秒 ブラックメフィスト→片エビ固め         | SANADA 内藤哲也 (挑戦者組) YOSHI-HASHI● 後藤洋央紀 (挑戦者組) |
| ※王者組が初防衛に成功。 ※3チーム同時に通常のタッグマッチを行い、いずれかの1チームが勝利した時点で決着とする。 |                                                |                                                               |
| 第4試合 60分1本勝負 ■IWGPジュニアヘビー級選手権試合                                                           |                                                |                                                               |
| ○ロビー・イーグルス (第90代IWGPジュニアヘビー級王者)                                                          | 24分07秒 ロン・ミラー・スペシャル              | 高橋ヒロム● (挑戦者)                                          |
| ※王者が初防衛に成功。                                                                                         |                                                |                                                               |
| 第5試合 60分1本勝負 ■IWGP世界ヘビー級選手権試合                                                               |                                                |                                                               |
| ○鷹木信悟 (第3代IWGP世界ヘビー級王者)                                                                         | 30分20秒 ラスト・オブ・ザ・ドラゴン→片エビ固め | EVIL● (挑戦者)                                                |
| ※王者が2度目の防衛に成功。                                                                                    |                                                |                                                               |